# Чума під час Великої Північної війни

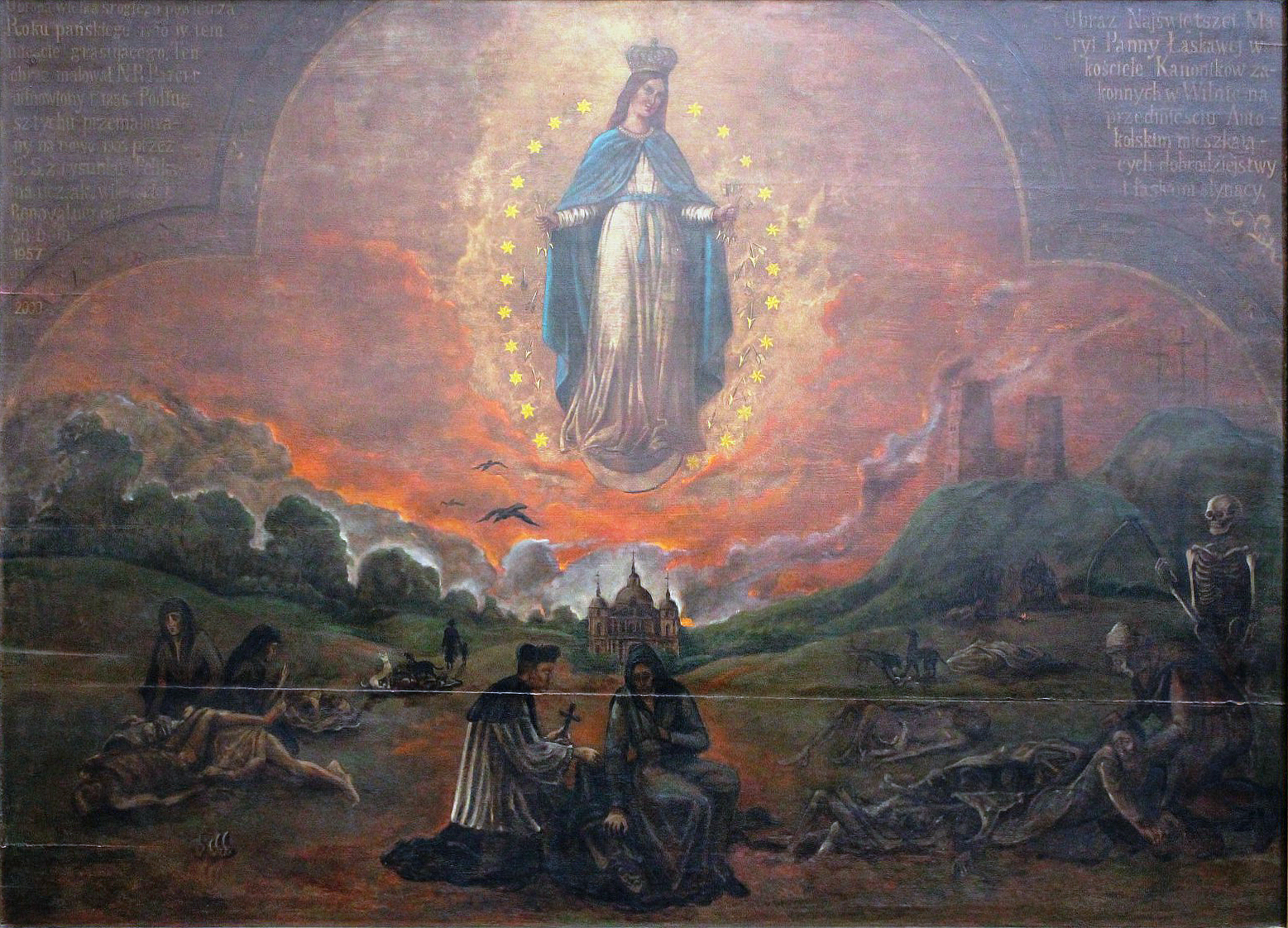
Віленська ікона Діви Марії, що ламає стріли Божого гніву (1710)

Чума під час Великої Північної війни (англ. Great Northern War plague outbreak; нім. Große Pest von 1708 bis 1714, швед. Pesten i Sverige 1710–1713, ест. Katk Põhjasõja ajal) — епідемія чуми, яка відбулася у країнах Балтійського регіону, Східної і Центральної Європи під час Великої Північної війни 1700–1721 років.

## Можливі передумови
У 1695—1697 роках великий голод охопив Фінляндію — загинуло від чверті до третини населення, Естонію — кількість загиблих сягнула близько п'ятої частини населення, Лівонію та Литву, де голод, епідемії та війни вбили половину населення Великого князівства Литовського між 1648 і 1697 роками. Зима 1708—1709 років була надзвичайно довгою і суворою, внаслідок чого озиме насіння вимерзло в Данії та Пруссії, і навесні довелося знову орати й обробляти ґрунт.

## Хід епідемії
Пік припав на 1708—1712 роки. Епідемія поширилася з Центральної Азії до Середземномор'я, а зі Стамбулу до Пінчова у Південній Польщі, де її вперше 1702 року зафіксували шведські військові лікарі. Чума розносилася по торговельних шляхам і маршрутах армій. 1709 року вона досягла Пруссії і Балтійського узбережжя. 1711 року практично всі країни Балтики були заражені чумою. 1712 року вона дісталася Гамбурга.
Війна і чума посилювали одна одну: солдати і біженці були розносниками хвороби, яка викошувала цілі регіони і міста, залишаючи їх без захисників і продовольства. Це сильно вплинуло на здатність чинити опір ворожим силам і погіршувало постачання військ. Разом із чумою під час війни поширювалися й інші хвороби, такі як дизентерія (ймовірно за рахунок шигельозу), натуральна віспа та епідемічний висипний тиф, і принаймні в деяких регіонах населення стикалося з ними.
Це була остання з епідемій чуми в берегових регіонах Балтійської акваторії, які пережили кілька хвиль чуми з часів Чорної смерті — 2-ї пандемії чуми, яка відбулася в XIV столітті. Особливо великі втрати зазнали узбережні райони Пруссії, Литви, Курляндії-Семигалії, Лівонії, Естонії, де загинуло від 2/3 до 3/4 населення, а численні поселення і господарства припинили своє існування. Точний підрахунок жертв епідемії чуми ускладнюється тим, що багато людей помирали від інших хвороб або голоду, які несла війна. Джерела про летальність від чуми та загальну смертність уривчасті або відсутні.
Деякі місцевості страждали від чуми лише рік, в той час як інші — декілька років підряд. Оскільки причини чуми були невідомі сучасникам, єдиним способом боротьби із нею була ізоляція хворих. Санітарні кордони оточували цілі міста, як Штральзунд або Кенігсберг, або навіть країни, як у випадку з Прусським герцогством. У межах міста або перед стінами його встановлювали «чумні будинки» для карантину заражених людей. Прикладом такого карантину є берлінська клініка Шаріте.